# 機関 (軍隊)
軍事組織における機関（英語：organ）とは、一般的に、主として野外での実力行動を任務とする「部隊」に対し、これを支援しまたは一地に固定して教育、募集、補給、調達等の任務を遂行する組織を「機関」と称する。
防衛省・自衛隊の場合、陸上自衛隊、海上自衛隊および航空自衛隊に「学校」、「補給処」、「病院」、「地方協力本部」があり、これ以外にも陸上自衛隊では教育訓練研究本部、補給統制本部が、海上及び航空自衛隊には補給本部が置かれており、自衛隊の業務遂行上特に必要のある場合は政令で定めるところにより臨時に各自衛隊の機関を置くことができる。また、一体的運営を図る必要がある場合には、陸海空自衛隊の「共同の機関」として置くことができる。共同の機関には「自衛隊体育学校」、「自衛隊中央病院」、「自衛隊地区病院」、「自衛隊地方協力本部」が置かれ、さらに臨時に捕虜収容所を置くことができる。当該機関に対する防衛大臣の指揮監督について幕僚長の行う職務に関しては、防衛大臣の定めるところによる、となっている。